# Piriqueta berneriana
Piriqueta berneriana är en passionsblomsväxtart som beskrevs av Ignatz Urban. Piriqueta berneriana ingår i släktet Piriqueta och familjen passionsblomsväxter. Inga underarter finns listade i Catalogue of Life.